# Tomaso Pagnamenta
Tomaso Pagnamenta (* 24. Juni 1855 in Claro TI; † 13. Dezember 1930 in Bellinzona) war ein Schweizer Jurist, Politiker, Tessiner Staatsrat und Nationalrat der Christlichdemokratischen Volkspartei (CVP).

## Leben
Tomaso Pagnamenta wurde als Sohn des Grundbesitzers Felice Pagnamenta und der Maria Molo geboren. Er studierte an der Universität Turin, wo er 1890 promovierte, dann kehrte nach Locarno zurück. Am Anfang arbeitete er im Anwaltstudio von Gioachimo Respini. Später war er Anwalt und Notar in Bellinzona. Von 1883 bis 1889 war er Präsident des Bezirksgerichts Bellinzona und Riviera, 1911 bis 1914 und 1920 bis 1930 Appellationsrichter.
Als Mitglied der Konservativen Partei war er im Tessiner Grossrat 1889–1901, 1905–1911, 1917–1920 (Präsident 1890) und 1891 war er Mitglied des kantonalen Verfassungsrats. Von 1901 bis 1905 war er Staatsrat und leitete das Innendepartement. 1919 wurde er Nationalrat.
Innerhalb der Konservativen Partei gehörte er zu den Vertretern einer neuen gemässigten Ausrichtung zugunsten des Prinzips der Kollegialität in der kantonalen Regierung.